# Historia meteorológica del huracán Luis
La historia meteorológica del huracán Luis abarcó dieciséis días entre el 27 de agosto y el 11 de septiembre de 1995. La tormenta se originó a partir de una borrasca asociada a una onda tropical el 26 de agosto. Al día siguiente, la borrasca se organizó lo suficiente como para ser clasificada como depresión tropical, mientras seguía un trayecto en dirección oeste. El 29 de agosto, la depresión se intensificó hasta convertirse en tormenta tropical y el Centro Nacional de Huracanes (NHC; National Hurricane Center) le dio el nombre de Luis. Luis alcanzó la categoría de huracán al día siguiente, cuando empezó a desarrollar un ojo. El 1 de septiembre, el ciclón se intensificó hasta convertirse en huracán mayor (una tormenta con vientos de 179 km/h o más) y se fortaleció hasta alcanzar la categoría 4 ese mismo día.
El huracán Luis mantuvo vientos de 210 km/h durante casi dos días y desarrolló una estructura simétrica con un ojo bien definido de 74 km de ancho. A primera hora del 3 de septiembre, los vientos dentro de la pared del ojo alcanzaron los 240 km/h. Luis se debilitó ligeramente manteniendo esta intensidad hasta el 5 de septiembre, poco antes de pasar por las Islas de Sotavento con vientos de 210 km/h. El huracán mantuvo la categoría 4 hasta el 7 de septiembre mientras seguía su trayectoria hacia el noroeste. Se debilitó gradualmente durante varios días y el 9 de septiembre pasó a unos 320 km al oeste de las Bermudas. Al día siguiente, Luis empezó a experimentar una transición extratropical y el avance de la tormenta aumentó rápidamente. A primera hora del 11 de septiembre, Luis aterrizó en la península de Avalon como un fuerte huracán de categoría 1 con vientos de 145 km/h. Ese mismo día, una ola de 30 metros golpeó un transatlántico, siendo la ola más grande jamás registrada. Varias horas más tarde, la tormenta completó su transición extratropical cuando comenzó a ser absorbida por una vaguada que se aproximaba. Al día siguiente, los restos de Luis fueron absorbidos por la vaguada cerca de la costa sur de Groenlandia.

## Formación e intensificación

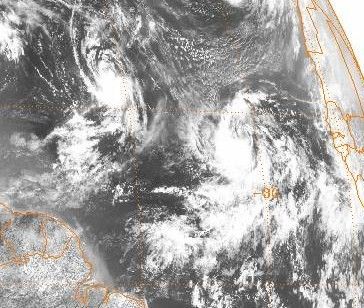
Tormenta tropical Luis (a la derecha) el 29 de agosto

El 26 de agosto, el Centro Nacional de Huracanes (NHC) empezó a vigilar una onda tropical entre la costa occidental de África y las islas de Cabo Verde. Más tarde ese día, una borrasca se formó debajo de la onda y comenzó a fortalecerse. La actividad convectiva asociada con la borrasca se volvió cada vez más organizada y alrededor de las 12:00 UTC del 27 de agosto, el NHC clasificó el sistema como depresión tropical trece; en ese momento, se encontraba aproximadamente a 410 km al sur-sureste de Praia, Cabo Verde. El NHC no comenzó a emitir avisos sobre la depresión hasta las 21:00 UTC del 28 de agosto. Con una trayectoria casi hacia el oeste en respuesta a un anticiclón al norte y una zona de cizalladura del viento moderada, se pronosticó que la depresión se fortalecería lentamente durante los próximos días. En las primeras horas del 29 de agosto, las estimaciones de intensidad por satélite de los vientos máximos sostenidos dentro de la depresión alcanzaron los 65 km/h, lo que indicaba que se había intensificado hasta convertirse en tormenta tropical. En ese momento, el NHC asignó el nombre de Luis al sistema. El fortalecimiento gradual tuvo lugar a lo largo del 29 de agosto mientras Luis se dirigía hacia el oeste-noroeste. El aumento de la cizalladura del viento desplazó la convección del centro de circulación, impidiendo una mayor intensificación.
Para el 30 de agosto, se desarrolló un fuerte flujo de salida alrededor de Luis a pesar de que la convección permanecía desplazada de la borrasca. Una vez que la cizalladura comenzó a ceder, se desarrolló nuevamente actividad de chubascos y tormentas eléctricas alrededor del centro, permitiendo que la tormenta se intensificara. Alrededor de las 18:00 UTC de ese día, Luis alcanzó la categoría 1 en la escala de huracanes de Saffir-Simpson; sin embargo, no fue clasificado como huracán hasta las 09:00 UTC del 31 de agosto. El huracán recién clasificado se intensificó constantemente a medida que se desarrollaban bandas alrededor de la periferia del ciclón. En la mañana del 31 de agosto, las cimas de nubes frías rodeaban un ojo en desarrollo. En ese momento, Luis se encontraba al sur de la zona de altas presiones y seguía una trayectoria constante hacia el oeste-noroeste El desarrollo de la tormenta provocó la aparición de un ojo irregular en las imágenes visibles de satélite. Los vientos dentro de la pared del ojo se estimaron en 160 km/h, convirtiendo a Luis en un huracán de categoría 2. Más tarde ese día, la tormenta se organizó cada vez más, con una estructura simétrica y un centro bien definido. El NHC pronosticó que el huracán alcanzaría la categoría 3 en 36 horas antes de interactuar con el huracán Iris y la tormenta tropical Karen.

## Intensidad máxima y las Islas de Sotavento

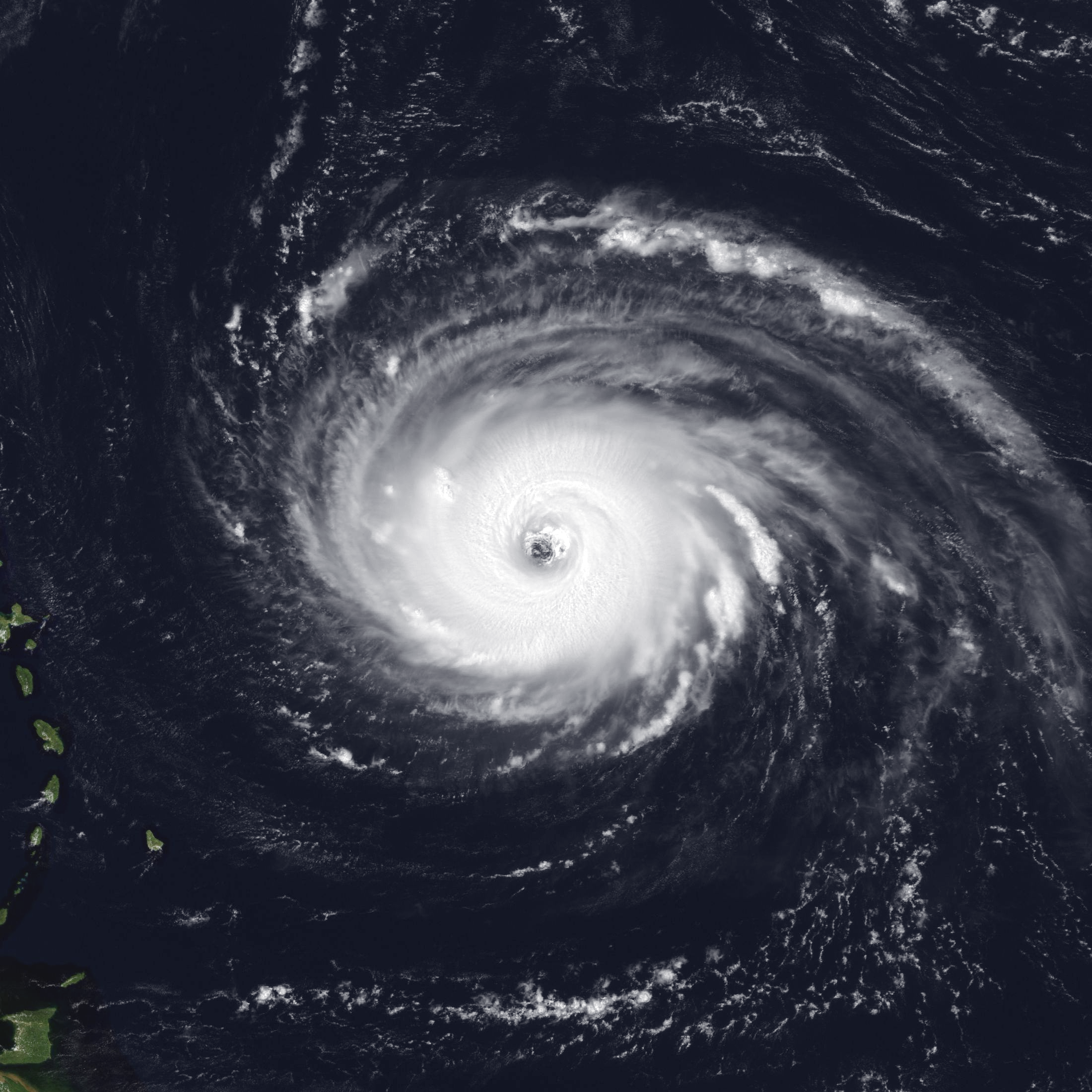
Huracán Luis el 3 de septiembre con vientos de 225 km/h

A primera hora del 1 de septiembre, el huracán Luis se fortaleció hasta convertirse en un huracán de categoría 3 con vientos de 185 km/h; el flujo de salida del nivel superior continuó mejorando a lo largo del día, permitiendo una mayor intensificación. Manteniendo su estructura, Luis se intensificó aún más hasta convertirse en un huracán de categoría 4 con vientos de 215 km/h. Posteriormente, su intensidad se mantuvo estable durante 42 horas mientras se dirigía casi hacia el oeste. Temprano el 3 de septiembre, las estimaciones de intensidad por satélite indicaron que la tormenta se fortaleció ligeramente, alcanzando sus vientos máximos de 225 km/h alrededor de las 06:00 UTC. Continuando su trayectoria hacia el oeste, el movimiento del huracán disminuyó a 20 km/h más tarde el 3 de septiembre. Cuando Luis estaba a unos 1110 km al este de las Antillas Menores, un vuelo de reconocimiento de los cazadores de huracanes confirmó las estimaciones de intensidad por satélite. Los vientos a nivel de vuelo alrededor del ojo de Luis se registraron en 265 km/h, lo que corresponde a vientos en superficie de 225 km/h y una presión barométrica mínima de 944 mbar (27,87 inHg).

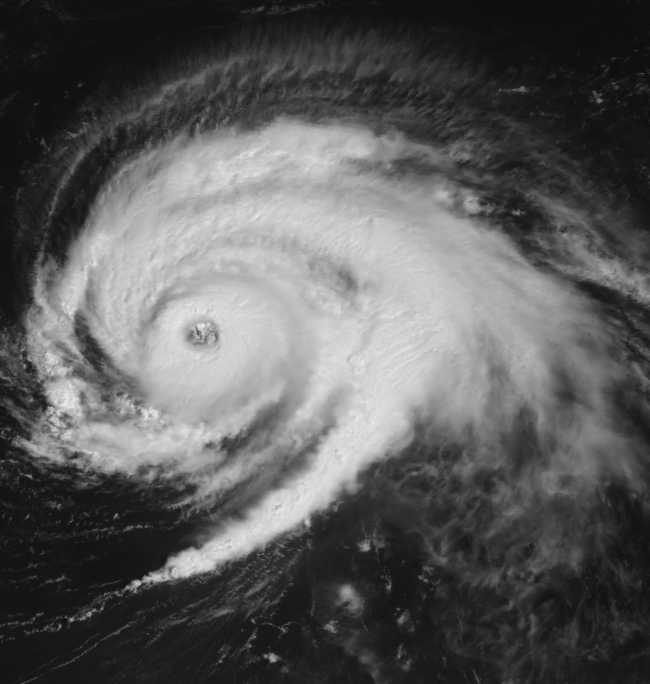
Huracán Luis el 6 de septiembre al norte de las Islas de Sotavento

El 4 de septiembre se emitieron alertas de huracán para varias islas debido al pronóstico de que un huracán de categoría 4 pasaría directamente sobre las Islas de Sotavento. La cresta situada al norte de Luis comenzó a debilitarse en ese momento, lo que llevó a un avance más lento a 19 km/h. El flujo de salida al norte del huracán se debilitó ligeramente a medida que una zona distinta de aire seco se desarrolló alrededor de la cresta debilitada. A finales del 4 de septiembre, el ojo del huracán comenzó a reducirse, una posible indicación de fortalecimiento. Una zona de bajas presiones sobre Florida, separada de una vaguada, provocaría que Luis disminuyera significativamente su velocidad y girara hacia el norte. El 5 de septiembre, el huracán Luis se debilitó ligeramente, con vientos que disminuyeron a 215 km/h, antes de pasar directamente sobre Barbuda. La pared del ojo de la tormenta rozó Antigua, San Bartolomé, San Martín y Anguila. En estas islas se registraron vientos sostenidos de hasta 130 km/h con rachas de hasta 250 km/h. Se estima que el ojo de Luis tenía 74 km de diámetro en ese momento. Operacionalmente, el NHC degradó brevemente a Luis a un huracán de Categoría 3 a su paso por las islas debido a la formación de paredes del ojo concéntricas; sin embargo, en el análisis posterior a la temporada, se determinó que la tormenta nunca se debilitó por debajo de la categoría 4 a su paso por las Islas de Sotavento.

## Las Bermudas y la disipación
Alejándose de las Islas de Sotavento el 6 de septiembre, Luis mantuvo la categoría 4 durante otras 24 horas antes de degradarse a huracán de categoría 3. Se pronosticó que una fuerte baja de nivel medio a superior situada sobre el golfo de México dirigiría el huracán en dirección noreste. Del 6 al 7 de septiembre, un barco llamado Teal Arrow navegó directamente hacia el centro, encontrándose con ráfagas de viento de hasta 235 km/h y oleajes de hasta 15 m. El ojo de la tormenta se redujo a un diámetro de 37 km. El NHC anticipó un nuevo fortalecimiento a medida que la presión central disminuía. Los vientos no alcanzaron intensidad; sin embargo, la presión central continuó disminuyendo hasta las 00:00 UTC del 8 de septiembre, cuando cayó a 935 mbar (27,6 inHg), la más baja registrada durante la existencia de la tormenta. Rastreando la periferia de la cresta de alta presión, Luis comenzó a desacelerar. A última hora del 7 de septiembre, se desarrolló un ojo doble, lo que indicaba un ciclo de sustitución de la pared del ojo, registrándose los vientos más fuertes en la pared del ojo exterior. En la tarde del 8 de septiembre, el ojo se llenó de nubes, lo que indicaba un debilitamiento; sin embargo, la pared del ojo interior se disipó más tarde ese mismo día, dejando un gran ojo de 84 km de ancho en su lugar. Siguiendo hacia el norte-noroeste, se pronosticó que Luis se movería sobre una zona de aguas más frías surgidas del huracán Félix.

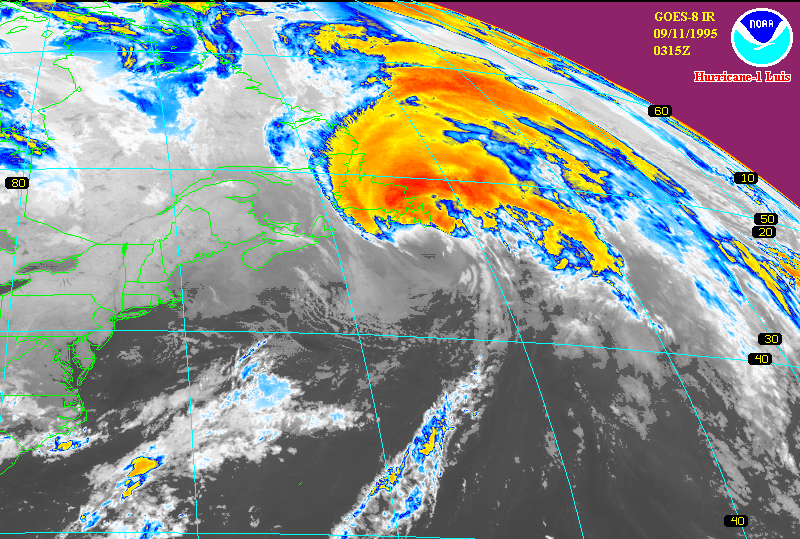
El huracán Luis aterriza en el este de Terranova el 11 de septiembre

A primera hora del 9 de septiembre, Luis giró hacia el norte y se debilitó hasta convertirse en un huracán de categoría 2, con vientos de 175 km/h. Varias horas más tarde, el huracán realizó su máxima aproximación a las Bermudas, pasando a unos 320 km al oeste de la isla. Más tarde ese mismo día, la tormenta comenzó a acelerarse a medida que se desplazaba hacia el noreste por delante de una fuerte vaguada situada al noroeste de Luis. Durante la tarde del 10 de septiembre, el huracán Luis comenzó a experimentar una transición extratropical a medida que se acercaba rápidamente a la costa canadiense. Debido al rápido movimiento de la tormenta, no se produjo un debilitamiento significativo hasta que Luis estuvo a una latitud inusualmente alta.
Durante la tarde del 10 de septiembre, la presión central de la tormenta disminuyó a 961 mbar (28,4 inHg), pero los vientos sostenidos no superaron los 145 km/h, según el NHC. Luis mantuvo esta intensidad hasta que tocó tierra en la península de Avalon, en el este de Terranova, a principios del 11 de septiembre. Mientras se desplazaba sobre Terranova, el aire frío y seco se afianzó en la circulación de Luis y el sistema comenzó a fusionarse con la vaguada que se aproximaba. El NHC emitió su aviso final sobre el huracán Luis a las 09:00 UTC del 11 de septiembre, mientras seguía a casi 105 km/h hacia el noreste y se convertía en un ciclón extratropical. Los remanentes extratropicales persistieron durante 30 horas más sobre el océano Atlántico norte antes de ser absorbidos por la vaguada cerca de la costa sur de Groenlandia a finales del 12 de septiembre.

## Récords
El 29 de agosto, cuando la depresión tropical trece se fortaleció y se convirtió en la tormenta tropical Luis, se convirtió en la segunda fecha más temprana en la que se formó la duodécima tormenta con nombre de cualquier temporada, antes de ser superada por el huracán Laura, que se formó el 21 de agosto de 2020. Poco antes de convertirse en extratropical, el huracán Luis se movía a 105 km/h, convirtiéndose en uno de los huracanes atlánticos más rápidos de la historia. El 11 de septiembre, una ola de 30 metros (98 pies) golpeó un transatlántico. Esta es la ola más grande jamás registrada, aunque el huracán Iván en 2004 pudo haber producido una ola de hasta 40 m de altura en la costa de México.